# 워터프론트 (영화)
《워터프론트》(On The Waterfront)는 미국에서 제작된 엘리아 카잔 감독의 1954년 범죄, 멜로/로맨스, 드라마 영화이다. 말론 브란도 등이 주연으로 출연하였고 샘 스피겔 등이 제작에 참여하였다.

## 줄거리
뉴욕의 권투선수 테리 맬로이의 경력은 갱단 두목 조니 프렌들리의 요청으로 고의적으로 경기를 지면서 단축되었다. 테리는 현재 프렌들리의 노동조합에서 항만 근로자로 일하고 있으며, 그의 형이자 더 교육을 받은 찰리는 프렌들리의 오른팔이다. 테리는 동료 노동자 조이 도일을 옥상으로 유인하도록 강요받는데, 그는 프렌들리의 부하들이 조이에게 수변 범죄 위원회에 증언하지 말라고 설득하려 한다고 믿는다. 그러나 그들은 조이를 옥상에서 던져 살해하고, 테리는 프렌들에게 맞서지만 위협과 뇌물로 묵인하도록 강요받는다.
조이의 여동생 에디와 배리 신부는 항만 근로자들이 프렌들에게 맞서도록 고무시키려 한다. 테리는 밀고자로 회의에 참석하지만, 프렌들리의 부하들이 폭력적으로 회의를 해산시키자 에디가 도망치는 것을 돕고, 배리 신부가 한 노동자를 증언하도록 설득하는 것을 놓친다. 증언 후, 그 노동자는 위장된 직장 사고로 사망한다.
테리의 증언에 대한 망설임은 에디에 대한 커져가는 감정과 그녀와 배리 신부의 정의 추구에 의해 누그러진다. 그는 조이의 죽음에서 자신의 역할을 둘 모두에게 고백한다. 이에 충격을 받은 에디는 그에게서 멀어진다.
프렌들은 테리를 침묵시키기 위해 찰리에게 일자리 제안을 보낸다. 거절하면 테리가 죽을 것을 아는 찰리는 그에게 따르라고 재촉한다. 테리가 자신의 최고의 경기를 망친 것에 대해 후회하고 승부조작을 계획한 찰리를 비난하자, 찰리는 그에게 총을 건네고 도망치라고 말한다. 테리는 에디를 찾아 키스한다. 거리에서 누군가의 소리를 들은 그들은 찰리가 살해당한 것을 발견한다.
프렌들을 죽이기로 결심한 테리는 배리 신부의 설득으로 법정에서 증언하기로 한다. 청문회 후, 프렌들은 강력한 인맥을 잃고 기소에 직면한다.
항만에서 다음 고용 호출에서 제외되자, 테리는 다른 노동자들과 함께 프렌들에게 맞서며 자신이 증언한 것을 자랑스럽게 생각하고 더 이상 자신을 배신하지 않는다고 말한다. 테리가 프렌들리의 부하들에게 심하게 구타당하는 것을 본 항만 근로자들은 그 없이는 일하지 않겠다고 거부하고 프렌들을 비난하며, "정직하게" 노조를 운영하기를 원한다. 에디와 배리 신부의 격려를 받아 테리는 비틀거리며 창고로 향한다. 남자들은 그를 따라 안으로 들어가고 문이 닫히며, 프렌들은 노동자들과 선주들에게 무시당한 채 밖에 남겨진다.

## 출연

### 주연
- 말론 브란도

### 조연
- 칼 말든
- 리 J. 코브

## 기타
- 미술: 리처드 데이